# Briltangare
De briltangare (Chlorospingus flavopectus synoniem: Chlorospingus ophthalmicus) is een zangvogel uit de familie Emberizidae (gorzen).

## Kenmerken
De vogel is 13 tot 14 cm lang en weegt 15 tot 28 gram. De ondersoort C. f. flavopectus is relatief zwaar, C. f. bolivianus is relatief licht, de andere zitten er tussen in. Deze vogel heeft een lichte keel met zwarte vlekjes. Voorhoofd, kruin en zijden van de kop zijn meestal grijsbruin met een witte oogring. De ondersoorten verschillen onderling in de intensiteit van het grijsbruin van de kopkap. C. f. nigriceps heeft een donkergrijze, bijna zwarte kop terwijl C. f. phaeocephalus uit Ecuador en C. f. cinereocephalus uit Midden-Peru lichtgrijs zijn op de kop.

## Verspreiding en leefgebied
Deze soort komt voor in Midden-Amerika en grote delen van Zuid-Amerika, waaronder Argentinië, Bolivia en Colombia, in nevelbossen en regenwouden, op hoogten van 900 tot 3000 meter boven zeeniveau.

## Taxonomie
Over de indeling in soorten en ondersoorten is geen consensus. De IOC World Bird List (versie 4.1.) onderscheidt 28 ondersoorten. Uit DNA-onderzoek blijkt dat er een duidelijk verschil is tussen noordelijke populaties in Mexico en de rest van Midden-Amerika en in Zuid-Amerika. Alleen al in Mexico worden zes verschillende ondersoorten onderscheiden.
Sommige van deze ondersoorten maken een grote kans op de status soort in de toekomst.

### Lijst van 28 ondersoorten
- C. f. postocularis: zuidelijk Chiapas (zuidelijk Mexico) en westelijk Guatemala.
- C. f. wetmorei: oostelijk Veracruz (oostelijk Mexico).
- C. f. albifrons: Guerrero (zuidwestelijk Mexico).
- C. f. persimilis: Oaxaca (zuidelijk Mexico).
- C. f. ophthalmicus: van zuidoostelijk San Luis Potosí en westelijk Veracruz tot noordoostelijk Oaxaca (oostelijk Mexico).
- C. f. dwighti: noordelijk Chiapas (zuidelijk Mexico) en oostelijk Guatemala.
- C. f. honduratius: El Salvador en Honduras.
- C. f. regionalis: Nicaragua, noordoostelijk Costa Rica en westelijk Panama.
- C. f. novicius: zuidwestelijk Costa Rica en zuidwestelijk Panama.
- C. f. punctulatus: centraal Panama.
- C. f. jacqueti: noordelijk Colombia en de oostelijke helling van de Andes van Lara tot Táchira (westelijk Venezuela).
- C. f. falconensis: noordelijk Venezuela.
- C. f. venezuelanus: de westelijke helling van de Andes van Lara to Tachira (westelijk Venezuela).
- C. f. ponsi: oostelijk Perijágebergte (noordwestelijk Venezuela).
- C. f. eminens: de oostelijke helling van de oostelijke Andes (het noordelijke deel van Centraal-Colombia).
- C. f. trudis: de westelijke helling van de oostelijke Andes in Santander (het noordelijke deel van Centraal-Colombia).
- C. f. exitelus: de noordelijke centrale Andes (het noordelijke deel van Centraal-Colombia).
- C. f. flavopectus: de westelijke helling van de oostelijke Andes van zuidelijk Santander tot Bogota (centraal Colombia).
- C. f. macarenae: Meta (centraal Colombia).
- C. f. olsoni: de oostelijke helling van de oostelijke Andes (centraal Colombia).
- C. f. nigriceps: de zuidelijk-centrale Andes van Colombia.
- C. f. phaeocephalus: Ecuador.
- C. f. cinereocephalus: centraal Peru.
- C. f. hiaticolus: noordelijk Peru.
- C. f. peruvianus: zuidelijk Peru.
- C. f. bolivianus: westelijk Bolivia.
- C. f. fulvigularis: centraal Bolivia.
- C. f. argentinus: zuidelijk-centraal Bolivia tot noordelijk Argentinië.

## Status
De vogel is betrekkelijk algemeen. Plaatselijk wordt door ontbossing het leefgebied bedreigd, maar de vogel kan zich goed aanpassen in secundair bos of overgebleven stroken bos. De grootte van de populatie werd in 2008 geschat op 0,5 tot 5,0 miljoen individuen. Men veronderstelt dat de soort in aantal stabiel is. Om deze redenen staat de briltangare als niet bedreigd op de Rode Lijst van de IUCN.